# Cotation en alpinisme
Pour les articles homonymes, voir Cotation.
La cotation en alpinisme est l'évaluation sur une échelle graduée des difficultés d'une ascension. Elle peut porter sur l'ascension complète, on parle alors de cotation globale ou d'ensemble, ou sur des passages spécifiques, que ce soit en escalade rocheuse, glaciaire ou mixte. Différentes cotations existent, en fonction des massifs, des pays et des pratiques ou types d'alpinisme. Ces cotations sont utilisées dans les topoguides d'alpinisme.

## Cotation alpine globale

### Historique

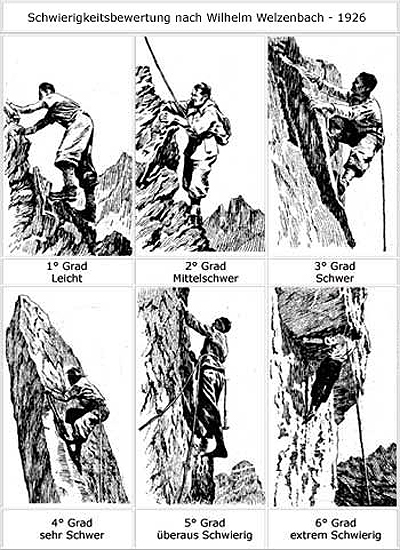
L'échelle des six degrés en escalade selon Willo Welzenbach

Le système de cotation des ascensions dans les Alpes le plus couramment utilisé est fondé sur celui introduit par l'alpiniste allemand Willo Welzenbach en 1925 : une échelle de six degrés de difficulté allant de « facile » à « extrêmement difficile », le premier degré étant celui où apparaît la nécessité d'utiliser les mains, et le sixième la limite des possibilités humaines. Définie au départ pour les escalades calcaire des Alpes orientales, ce système est adapté aux alpes occidentales par le français Lucien Devies en 1935 en la limitant « aux seules escalades purement rocheuses supposées en bonnes conditions ».
Étendu ensuite à tous les types d'ascensions par les membres du GHM, le système est appliqué de façon systématique à partir de 1946 dans la nouvelle édition du guide Vallot, le topoguide des ascensions du massif du Mont-Blanc. La difficulté est alors exprimée d'une part par la cotation des passages d'escalade rocheuse, sur une échelle six degrés exprimés en chiffres romains (de I à VI), et une cotation d'ensemble, avec une échelle en six degrés, exprimées par des lettres : « La difficulté des ascensions rocheuses décrites dans ce volume est indiquée par deux ordres de renseignements d'une valeur inégale : une graduation d'ensemble de l'escalade d'une part, des précisions concernant trois facteurs de la difficulté, hauteur de l'escalade, graduation des principaux passages, continuité de l'effort, d'autre part. Ce sont ces précisions qui sont les plus importantes. La graduation d'ensemble est la graduation en six degrés établie en 1943 par une commission du GHM. Elle tient compte de tous les facteurs de difficulté : difficulté technique des passages, continuité de l'effort et, à titre moindre, longueur de l'ascension, exposition générale, commodité des relais. Elle n'en est évidemment pas la somme, ni la moyenne, car ces facteurs ne sont pas des grandeurs mesurables, la hauteur mise à part, mais repérables, et les repères ne sont valables que pour chaque facteur. » :
| Cotation | Nom                   | limite inférieure                                                                                           | limite supérieure                               |
| -------- | --------------------- | --- | ----------------------------------------------- |
| F        | Facile                | | aiguille du Tacul                               |
| PD       | Peu difficile         | Aiguille du Moine                                                                                           | Tour Noir                                       |
| AD       | Assez difficile       | L'Évêque[Lequel ?]                                                                                          | traversée des Grands Charmoz                    |
| D        | Difficile             | traversée du Grépon                                                                                         | arête Ryan à l'aiguille du Plan                 |
| TD       | Très difficile        | arête S de l'aiguille Noire de Peuterey avec 8-10 pitons                                                    | arête N de l'Aiguille du Peigne avec 7-9 pitons |
| ED       | Extrêmement difficile | face W de la Pointe Albert avec 25-30 et face N de l'Aiguille du Dru par la fissure Allain avec 7-10 pitons | (Pas de limite supérieure)                      |

Dans ces deux cotations, les niveaux peuvent être précisés par les mentions inf et sup, ou +/-.
Les cotations sont précisées et ouvertes au septième degré par l'UIAA en 1979. En ce qui concerne la cotation globale, on voit apparaître les cotations ABO (abominablement difficile) ou EX (exceptionnellement difficile), qui sont appliquées à des escalades uniquement rocheuses, comportant des longueurs en libre au-dessus du septième degré. Pour les ascensions en haute altitude glaciaires ou mixtes, la cotation maximale reste ED+, ce qui conduit à un tassement des cotations. On voit alors apparaître, d'abord chez les alpinistes britanniques les notations ouvertes ED1-ED2-ED3-ED4-ED5.

### Cotation alpine globale
« La cotation d'ensemble tient compte d'une part de la cotation des passages (de l'inclinaison pour les courses glaciaires), d'autre part de la hauteur de la paroi, de l'engagement de la course et de la continuité des efforts. Elle se rapporte à des conditions normales ; la difficulté peut augmenter en cas de mauvaises conditions, neige fraîche pour une course rocheuse, insuffisance ou manque de qualité de la glace pour une course glaciaire, etc. La cotation d'ensemble d'une escalade rocheuse peut varier largement selon que l'on passe en libre ou (tout ou partie) en artif. Il sera parfois fait usage d'une double cotation, dans le cas de voies traditionnellement parcourues en artif mais gravies en libre depuis peu [en 1987] : exemple de la voie Bonatti à la face E du Grand Capucin, qui passe de TD à ED+. »
« Il importe de préciser qu'il s'agit d'une cotation pour alpinistes et grimpeurs, et que le premier degré baptisé "facile" nécessite lui-même la connaissance de la montagne et de ses dangers, et la maîtrise d'une technique de base. »
| Cotation  | Nom                                            | Caractéristiques                                                                                |
| --------- | ---------------------------------------------- | ----------------------------------------------------------------------------------------------- |
| F         | Facile                                         | Aucune difficulté technique, mais l'usage de matériel d'alpinisme (cordes, etc.) est nécessaire |
| PD        | Peu difficile                                  | Escalade dans le 3                                                                              |
| AD        | Assez difficile                                | Escalade dans le 4                                                                              |
| D         | Difficile                                      | Escalade en 4c-5a-5b                                                                            |
| TD        | Très difficile                                 | Escalade en 5c-6a                                                                               |
| ED        | Extrêmement difficile                          | Escalade en 6b-6c-7a                                                                            |
| ABO ou EX | Abominablement ou Exceptionnellement difficile | Escalade en 7b et plus                                                                          |

La cotation en rocher est complétée par un chiffre de 3 à 9 accompagné des lettres a, b, c qui exprime le degré technique exigé pour le passage le plus difficile.

### Exemples
| Cotation         | Massif du Mont-Blanc | Massif des Écrins | Alpes valaisannes, Alpes bernoises et Chaîne de la Bernina         |
| ---------------- | --- | --- | ------------------------------------------------------------------ |
| F                | Aiguille du Tour | Grande Ruine Pic Coolidge Les Rouies | Piz Tschierva arête Est du Wildhorn Bishorn depuis la Tracuithütte |
| PD-              | | | Piz Palü                                                           |
| PD               | Mont Blanc par l'arête des Bosses La Tour Ronde                                                                                 | Aiguille Dibona Barre des Ecrins face nord traversée du Pelvoux | voie normale du Balmhorn                                           |
| PD+              | Aiguille d'Argentière par le glacier du Milieu (voie normale)                                                                   | | voie normale du Weissmies                                          |
| AD-              | | | Biancograt au Piz Bernina                                          |
| AD               | Arête des Cosmiques à l'aiguille du Midi Arête du Chapeau à Cornes à la Dent du Requin                                          | Traversée de la Meije les Agneaux par la calotte | arête Ouest du Mönch                                               |
| AD+              | Aiguille Verte par le couloir Whymper                                                                                           | | arête du Hörnli au Cervin                                          |
| D-               | Arête NNE de l'aiguille de l'M éperon Migot à l'aiguille du Chardonnet                                                          | | Pilier Est du Piz Palü                                             |
| D                | Traversée Charmoz-Grépon couloir Couturier à l'aiguille Verte arête Küffner au mont Maudit                                      | arête W du Pic Nord des Cavales traversée de Sialouze | Arête Mittellegi à l'Eiger                                         |
| D+               | Traversée des aiguilles du Diable arête Ryan à l'aiguille du Plan face N directe du mont Dolent                                 | | Schaligrat au Weisshorn                                            |
| TD-              | Amazonia en face E de la 1re pointe des Nantillons goulotte Albinoni-Gabarrou au mont-Blanc du Tacul                            | voie Rébuffat en face Sud du Pavé | Directe de la face Ouest au Piz Bernina                            |
| TD               | Arête S de l'aiguille Noire de Peuterey Le linceul en face nord des Grandes Jorasses                                            | voie Madier en face Sud de la Dibona Couloir Chaud au Pelvoux Piler sud de la Barre des Ecrins                                                                                     | Arête Est du Doldenhorn                                            |
| TD+              | Le marchand de Sable à la Tour Rouge Pilier central de Fréney au mont Blanc voie Davaille en face N des Droites                 | face N directe de la Meije Voie Giraud aux Bans | Arête Nord de la Dent Blanche                                      |
| ED- ou ED1       | éperon Walker aux Grandes Jorasses Directe américaine au Dru Supercouloir au mont Blanc du Tacul                                | Face N du Pic Sans Nom voie Devies-Gervasutti en face NW de l'Ailefroide les Rouies Voie de la Mafia                                                                               |                                                                    |
| ED ou ED2        | Voie Gervasutti en face E des Grandes Jorasses Sécurité et Liberté à la pointe de Lépiney voie Ginat en face N des Droites      | voie Couzy-Desmaison en face NW de l'Olan Le Dossier du fauteuil en face S de la Meije Voie gamma, face sud est, de la Barre des Ecrins l'Ailefroide occidentale, voie des plaques | Voie Heckmair en face nord de l'Eiger Nez de Zmutt au Cervin       |
| ED+ ou ED3       | pilier Bonatti en libre au Dru (n'existe plus) Directe des Capucines au Grand Capucin Divine Providence au Grand Pilier d'Angle | si t'as peur jappe aux Tenailles de Montbrison Mitchka en face S de la Meije | Directissime Bonatti en face N du Cervin                           |
| ABO-, EX- ou ED4 | État de Choc au petit Clocher du Portalet Voyage selon Gulliver au Grand Capucin                                                | | Directissime Ghilini-Piola en face nord de l'Eiger                 |
| ABO, EX ou ED5   | face sud Classique en libre à l'aiguille du Fou Triple Directe au Grand Capucin                                                 | Unchi Maka en face S de Sialouze |                                                                    |

### Neige, glace et mixte
De I à VII : la cotation de sérieux exprime l'engagement, la longueur, l'éloignement, la difficulté d'approche et de descente, la continuité, l'équipement en place, la difficulté à se protéger et les risques objectifs.
- I : Itinéraire court, peu éloigné, descente facile.
- II : Itinéraire plus long ou un peu plus technique, descente demandant parfois de l'attention, peu de dangers objectifs.
- III : Itinéraire long, parfois éloigné, descente délicate, risques objectifs éventuels.
- IV : Itinéraire d'ampleur demandant une bonne expérience de l'alpinisme, approche longue ou descente compliquée, risques objectifs, retraite délicate.
- V : Itinéraire long dans une grande paroi, engagé. La cordée doit posséder un excellent niveau de compétence (choix de l'itinéraire, problème d'assurage, nombreuses longueurs difficiles et soutenues), retraite difficile, descente longue ou difficile, risques objectifs importants.
- VI : Itinéraire sur une grande face pouvant être parcourue en une journée par les meilleurs. Pratiquement que des longueurs dures et soutenues. Conditions rarement bonnes, cheminement compliqué, assurage problématique, retraite aléatoire. Descente longue et difficile. Itinéraire très exposé aux dangers objectifs (séracs).
- VII :  Idem en encore plus dur. Très rarement utilisé.

De F à D puis de 1 à 7 : le degré technique exprime la difficulté la plus importante, la longueur la plus dure.
- F : Pas de difficulté technique.
- PD : Peu Difficile, nécessite un bon usage des crampons, piolet, assurage du premier ou du second.
- AD : Pente soutenue avec des parties redressées (45/50°).
- D : Pente soutenue avec sections raides  (50/60°), demande une technique sûre et une bonne connaissance de l'assurage.
- 1 : Long passage à 60°.
- 2 : Passage à 60/70° mais bonne possibilité d'assurage.
- 3 : passage à 70/80° généralement en bonne glace. Les parties raides alternent avec de bons emplacements de repos permettant de poser des points d'assurage.
- 4 : Passages à 75/85° avec parfois une courte section verticale. Glace généralement bonne et possibilité de bons relais.
- 5 : Une longueur soutenue avec grande section à 85/90°, nécessite une bonne aisance technique.
- 6 : Au moins une longueur très soutenue, demande une très grande maîtrise technique. La qualité de la glace peut laisser à désirer, ancrages et protections aléatoires.
- 7 : Franchement dur, maîtrise technique et mental inébranlable sont indispensables...

Note : on peut ajouter +/- à ces valeurs afin de les augmenter/réduire. On peut également compléter par : X, Risque d'écroulement, R : glace mince, M : section mixte.